# Selected Scenes from the End of the World
Selected Scenes from the End of the World es el nombre del primer álbum de estudio de la banda de rock gótico Californiana London After Midnight. El primer lanzamiento del disco se editó y salió a la venta en el año de 1992.
El segundo relanzamiento del álbum contiene quince temas: once temas de estudio, un tema en versión acústico y tres canciones en directo; este salió a la venta en Europa en el año 2003.
Las canciones, en su mayoría, son inspiración del compositor, guitarrista y cantante Sean Brennan, vocalista de esta gran banda.

## Lista de canciones

### Primer Lanzamiento (Original)
1. "October" - Originalmente en el álbum es reemplazado por Revenge
2. "Revenge" - 4:06
3. "Nightmare" - 5:28
4. "Spider and the Fly" - 5:22
5. "Claire's Horrors" - 4:56
6. "Sacrifice" - 7:30
7. "This Paradise" - 4:14
8. "The Black Cat" - 3:53
9. "Your Best Nightmare" - 5:50

### 2003 Re-release (Europa)
1. "This Paradise" (03 mix) - 4:07
2. "Inamourada" - 4:11
3. "Revenge" - 4:09
4. "Trick or Treat" - 4:03
5. "Your Best Nightmare" - 5:30
6. "Spider and the Fly" - 5:31
7. "Claire's Horrors" - 4:55
8. "Sacrifice" - 7:34
9. "The Black Cat" (03 mix) - 3:49
10. "Let Me Break You" - 5:31
11. "Demon" - 4:34
12. "Your Best Nightmare" (Live/version alterna) - 5:52
13. "Claire's Horrors" (Live/version alterna) - 4:48
14. "Spider and the Fly" (Acústico) - 4:34
15. "Sacrifice" (Live) - 6:38

### 2008 Re-release (USA)
1. "This Paradise" (03 mix) - 4:11
2. "Inamourada" - 4:10
3. "Revenge" - 4:09
4. "Trick or Treat" - 4:02
5. "Your Best Nightmare" - 5:29
6. "Spider and the Fly" - 5:32
7. "Claire's Horrors" - 4:53
8. "Sacrifice" - 7:37
9. "The Black Cat" (03 mix) - 3:47

- Datos: Q961677